# Star Runner
Star Runner (en chino, 少年 阿虎; pinyin, Siu nin a Fu), conocida en Norteamérica como The Kumite, es una película de acción y romance de Hong Kong del año 2003 coescrita y dirigida por Daniel Lee. Cuenta la historia de un adolescente de Hong Kong llamado Bond, que mientras se entrena para participar en un torneo llamado Star Runner, comienza un intenso romance con Kim Mi-Ju, una profesora recién llegada desde Corea del Sur.
Está clasificado PG-13 por la MPAA por "secuencias intensas de violencia de acción de artes marciales".

## Argumento
Bond Cheung (Vanness Wu) es un adolescente de secundaria de Hong Kong con una gran pasión por las artes marciales mixtas que entrena en un gimnasio de local propiedad del maestro Lau (Gordon Liu); el sueño de Bond es ser un participante en el Star Runner, la Competencia de Artes Marciales Panasiáticas, un evento que reúne 18 organizaciones de lucha de 12 países y cuyo actual campeón es el letal Tank Wong (Andy On) del equipo Soul Boxing Gym, entrenado y representado por Benny Wong (Ken Lo), su frío hermano mayor.
Mientras asiste a cursos de verano, Bond conoce a su nueva profesora de coreano, Kim Mi-Ju (Kim Hyun-Joo), que acaba de trasladarse desde Seúl. Cuando el muchacho la protege de asaltantes en la calle, ambos traban amistad y comienzan a conocerse, es así como Kim descubre que Bond es huérfano y fue criado desde pequeño por su abuelo, quien actualmente se encuentra en coma, por lo que el muchacho hace años debe valerse por sí mismo y poco después, cuando el gimnasio necesita una modelo para publicitar el local, Bond convence a Kim para que realice esta labor.
Cuando CY Cheung (Alfred Cheung), un profesor de la escuela, le pide a Bond ayuda para conquistar a una chica, éste le aconseja invitarla a una cita en un lugar alejado. Posteriormente, Bond descubre que la chica es Kim, por lo que interrumpe la cita, la rescata de la indeseada confesión de su colega y ambos pasan el resto de la noche en un salón de baile donde se hace evidente que hay intensos y mutuos sentimientos, sin embargo cuando se desata una pelea y son detenidos por la policía, Kim revela que en Corea era amante de un hombre llamado Simon hasta el día que fingió no conocerla frente a su esposa, por lo que aceptó su actual trabajo con la esperanza de olvidarlo; ese día, Bond le hace prometer que así como él se esfuerza en los estudios y artes marciales, ella trabajará duro para superar su pasado.
Algunos días después, Bond descubre que Lau escogió a los participantes del Star Runner sin incluirlo, molesto por ello, lo acusa de favorecer a Chris (Shaun Tam), otro alumno menos preparado, solo por ser hijo del ejecutivo bancario a cargo de la hipoteca del gimnasio. Bullshit Bill (Max Mok Siu Chung), un conocido de Lau que se encuentra de visita, propone que ambos luchen para demostrar la transparencia de la elección, siendo Bond el perdedor, ya que efectivamente Chris había ganado su lugar por mérito propio, aun así, Bond se deja llevar por su orgullo y renuncia al gimnasio.
Bill busca a Bond y señala haber visto un gran y desaprovechado potencial en él, ofreciendo entrenarlo en Fusion Tao, un estilo de combate que ha creado combinando kickboxer, muay thai y diferentes corrientes de Kung fu, este último estilo infravalorado y abandonado por los luchadores actuales. Bill explica que en su juventud él mismo fue bicampeón del Star Runner, por lo que es capaz de convertirlo en un luchador profesional en poco tiempo. A partir del día siguiente Bill comienza a entrenar a Bond con la ayuda del hermano Lung (Lung Ti), un anciano experto en Wing chun y del reverendo Sun (Graham Player), un sacerdote católico experto en Hong Kuen, que en poco tiempo convierten a Bond en un poderoso y diestro luchador. Al dar inicio el torneo, el primer oponente de Bond resulta ser Chris y durante el combate el muchacho sorprende a todos con la efectividad de su anacrónico Kung fu, derrotando espectacularmente a su antiguo compañero y convirtiéndose en la revelación del torneo.
Debido al incidente del salón de baile y a que Kim acompaña a Bond durante sus combates en el torneo, en el colegio comienzan rumores sobre ambos manteniendo una relación ilícita que rápidamente despiertan la molestia del establecimiento; sin embargo, a pesar de las implicaciones que conlleva el que sean maestra y alumno o que Bond sea un adolescente, ambos reconocen sus sentimientos y deciden convertirse en pareja. Un día durante las semifinales, cuando Kim se ausenta sin aviso, Tank no solo derrota salvajemente a Ho (Chin Kar-lok), el último miembro del equipo Kong Ching, también revela ser un maestro en técnicas de lucha libre, un estilo de pelea con el que Bond no está familiarizado y que puede incapacitar los ataques a corta distancia de la Fusión Tao. Para mayor desgracia, Kim revela que se ausentó porque Simon le ofreció regresar a Corea para continuar su relación, cosa que no dudó en aceptar.
A pesar de tener el corazón roto, Bond decide seguir adelante y, apoyado por Bill y el gimnasio de Lau, practica técnicas para contrarrestar los movimientos de lucha libre de Tank, con quien deberá disputar la gran final del torneo, por lo que poco antes del gran encuentro se reúne con Kim para invitarla a ver la pelea. El día del encuentro se presentan en el lugar todos los miembros del gimnasio y el colegio para animar a Bond; por otro lado, Kim justo antes de abordar el avión decide quedarse, lo que despierta la molestia de Simon, pero ella se muestra inflexible respecto a presenciar la pelea.
Bond, por su parte, sostiene una brutal pelea contra Tank, donde recibe un salvaje castigo, pero consigue llevar a su oponente hasta el límite; pronto se hace evidente para sus amigos que Bond se resiste a ser derrotado con la esperanza de que Kim aparezca y pueda verlo pelear, pero Bill decide tener fe en el muchacho y no tirar la toalla; de la misma forma, Tank se muestra agradecido con Bond ya que se ha convertido en un rival tan peligroso que durante la pelea Benny ha abandonado su faceta fría y por primera vez ha mostrado aprecio y preocupación por la seguridad de su hermano menor. Justo cuando Bond es noqueado, Kim logra llegar hasta la arena, esto renueva la motivación del joven quién logra ponerse de pie y junto a Tank ponen sus últimas fuerzas para darse un último y devastador golpe, aunque no es mostrado cuál de los dos resulta vencedor.
Kim relata que después de la pelea no volvió a ver a Bond, ya que de inmediato regresó a Corea, pero tampoco continuó su relación con Simon, sintiendo que esto traicionaría la promesa que le hizo sobre trabajar duro. Reconociendo que ese verano fue la época más feliz de su vida, Kim regresa a Hong Kong un año después, enterándose de que Bond fue a estudiar al extranjero tras la muerte de su abuelo; sin embargo, al visitar la estación de trenes donde pasaban tanto tiempo juntos ambos se reencuentran.

## Elenco
- Vanness Wu como Bond Cheung
- Kim Hyun-joo como Kim Mi-Ju
- Max Mok como Bullshit Bill
- Wong You-Nam como Lau
- Andy On como Tank Wong
- Shaun Tam como Chris Young
- Chin Kar-lok como Ho
- Gordon Liu como el entrenador Lau
- Ken Lo como Benny Wong
- Lung Ti como el hermano Lung
- Graham Player como el reverendo Sun
- David Chiang como el abuelo

## Producción
Inicialmente, el nombre de la película sería El joven Tigre (少年阿虎), sin embargo, para evitar que diese erróneamente la impresión de ser una precuela de El Tigre (阿虎), película del mismo director estrenada el año 2000, protagonizado por Andy Lau y Takako Tokiwa y conocida en occidente como A Fighter's Blues, el nombre se cambió a Star Runner.

### Elenco
En junio de 2003 de manos de Filmko Entertainment de Hong Kong comenzó la producción con un presupuesto de $3 millones, en coproducción con Sil-Metropole Organisation de Hong Kong y Polestar de Corea del Sur, siendo estrenada en noviembre del mismo año.
Dirigida por Daniel Lee, la película está protagonizada por Vanness Wu, miembro de la boy band taiwanesa F4, si bien Wu poseía experiencia en la actuación al haber participado en alrededor de media docena de series para televisión, Star Runner fue su debut en la pantalla grande convirtiéndose en el primer miembro de F4 en incursionar en el cine.  Como coprotagonista femenina e interés amoroso del protagonista se escogió a la popular actriz coreana Kim Hyun-joo, quien durante esa fecha se encontraba en el punto álgido de su carrera. Para el papel antagónico de Tank, se escogió a Andy On, quien había debutado en el cine un par de años protagonizando la secuela de artes marciales y ciencia ficción Black Mask 2.
En papeles secundarios, el proyecto contó con la participación de renombradas estrellas del cine chino de artes marciales cómo Max Mok, Ken Lo, David Chiang o Gordon Liu, quien actuó en esta película en paralelo a su participación en Kill Bill: Volumen 1 y Kill Bill: Volumen 2, donde interpretó al líder de los 88 locos y al maestro Pai Mei respectivamente.

### Posproducción
Según ha declarado el protagonista, las escenas de acción fueron grabadas sin ningún tipo de manipulación digital, interpretando él mismo las tomas de combate y artes marciales íntegramente por medio de coreografías supervisadas por el encargado de stunt, lo que significó un gran desafío para él ya que, a pesar de que su experiencia de bailarín le permite poseer una buena condición física y agilidad, las escenas de acción implican un mayor despliegue de fuerza bruta.
Originalmente la película también incluía una escena de sexo romántico entre ambos protagonistas; la cual ha sido descrita como bastante explícita y carente de tomas desenfocadas o elipsis visuales, ya que se había grabado con imágenes que mostraban directamente a los personajes intimando en lugar de enfoques que solo lo insinuaran. Sin embargo, la compañía cinematográfica consideró que una escena de sexo entre una profesora y su alumno adolescente era un tema demasiado delicado para abordarlo de forma tan abierta y ya que el resultado bruto de la película excedía el tiempo máximo de duración estipulado, se decidió que esta escena fuese eliminada.

### Banda sonora
Al igual que las anteriores producciones de Daniel Lee, la música estuvo a cargo de Henry Lai, quien describe la banda sonora con un estilo rico en sonidos de tipo roquero y militar, pensada para ser atractiva para la audiencia joven; sin embargo, también incluyó melodías románticas para la ambientación e incluso una canción en español interpretada por un vocalista mexicano.

## Premios y nominaciones
| Año  | Premio               | Categoría                   | Candidato    | Resultado |
| ---- | -------------------- | --------------------------- | ------------ | --------- |
| 2004 | Hong Kong Film Award | Mejor artista revelación    | Andy On      | Ganador   |
| 2004 | Hong Kong Film Award | Mejor artista revelación    | Vanness Wu   | Nominado  |
| 2004 | Hong Kong Film Award | Mejor coreografía de acción | Kar Lok Chin | Nominado  |

## Recepción
En Rotten Tomatoes, la película tiene un índice de aprobación del 55% con base en su audiencia.